# Битва у Кефалинии
Битва у Кефалинии — морское сражение между византийским и аглабидским флотами около острова Кефалиния, произошедшее в 880 году.
В 880 году флот Аглабидского эмирата Ифрикия совершил набег на западное побережье Греции. Согласно Иоанну Скилице, он насчитывал шестьдесят «чрезвычайно больших» кораблей и совершал набеги на Ионические острова Закинф и Кефалиния. Когда новости об этом набеге достигли Константинополя, был отправлен флот во главе с недавно назначенным друнгарием Насаром. Благодаря попутному ветру флот вскоре достиг порта Метони на южной оконечности Греции, но был вынужден остановиться, так как многие гребцы флота дезертировали небольшими группами из страха перед надвигающимся сражением. Поэтому Назар был вынужден задержаться, где снова набрал людей из местных войск фемы Пелопоннес. Тем временем Насар сообщил императору Василию I о случившемся, и император быстро помог схватить дезертиров. Чтобы восстановить дисциплину среди остального флота, император отобрал 30 сарацинских военнопленных, замазал их лица сажей и приказал публично выпороть их на Константинопольском ипподроме, прежде чем отправить их якобы для казни в Мефон.
Флот Аглабидов узнал о нежелании византийского флота вступать с ними в бой и стал слишком самоуверенным. Экипажи покинули свои корабли и беспечно грабили побережье, так что, когда Насар прибыл со своим флотом, они были застигнуты врасплох и уничтожены ночной атакой. По сообщению Скилицы, многие погибли на борту своих кораблей, когда их подожгли. Как пишут историки Джон Прайор и Элизабет Джеффрис, решение Насара атаковать ночью было «чрезвычайно смелым», поскольку темнота «делала тактическое маневрирование невозможным, а результаты непредсказуемыми». После своей победы Насар отплыл в южную Италию, чтобы помочь действующей там армии генералов Прокопия и Льва Апостиппа. Там он совершил набег на Сицилию и одержал ещё одну крупную победу над флотом Аглабидов в битве при Стелаи, прежде чем вернуться в Константинополь.